# Gökhan Zan
Gokhan Zan (Antiochia, 7 settembre 1981) è un ex calciatore e allenatore di calcio turco, di ruolo difensore.

## Carriera

### Club
Gökhan Zan ha iniziato a giocare nel 1999 nell'Hatayspor. L'anno seguente si è trasferito al Çanakkale Dardanelspor in cui è rimasto fino al 2003.
Nel 2003 ha firmato per il Beşiktaş, che, dopo una stagione e 20 presenze in campionato, lo ha ceduto in prestito al Gaziantepspor. Rientrato al Beşiktaş la stagione seguente, ha segnato il primo gol con il 20 agosto 2006 contro il Denizlispor.
Il 22 giugno 2009 si trasferisce al Galatasaray.

### Nazionale
Gökhan Zan ha esordito nella Nazionale turca il 1º marzo 2006 in amichevole contro la Repubblica Ceca (2-2).
Con la Turchia ha partecipato all'Europeo 2008, disputando la prima partita contro il Portogallo (2-0 per i portoghesi) i quarti di finale contro la Croazia (1-1 dopo i supplementari, 3-1 ai rigori) e la semifinale contro la Germania, che ha eliminato la Turchia battendola 3-2.

## Palmarès

### Club

#### Competizioni nazionali
- Campionato turco: 2

Galatasaray: 2011-2012, 2012-2013
- Supercoppa di Turchia: 2

Galatasaray: 2012, 2013
- Coppa di Turchia: 1

Galatasaray: 2013-2014